# John Toland (historicus)

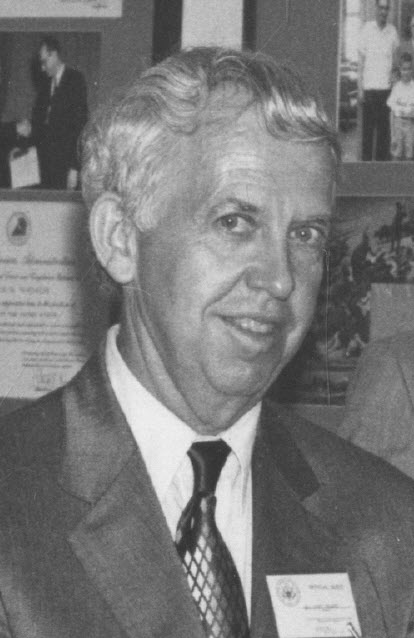
John Willard Toland (1971).

John Willard Toland (La Crosse (Wisconsin), 29 juni 1912 – Danbury (Connecticut), 4 januari 2004) was een Amerikaanse historicus en schrijver.
Hij is het bekendst van zijn biografie over Adolf Hitler. In 1971 won hij de Pulitzer-prijs voor non-fictie voor zijn boek The Rising Sun: The Decline and Fall of the Japanese Empire, 1936-1945, waarin de oorlog in de Stille Oceaan beschreven wordt vanuit het Japanse gezichtspunt.
Alhoewel hij hoofdzakelijk over feitelijke geschiedenis schreef, heeft Toland ook twee historische romans op zijn naam staan, te weten Gods of War en Occupation.

## Werken
Vertaald in het Nederlands:
- Adolf Hitler: het einde van een mythe, druk 1977, 1096 blz., uitgeverij Bruna - Utrecht, ISBN 902295224X
- De slag om Europa 1945: de beslissende strijd, de laatste honderd dagen van Hitler, druk 1981, 472 blz., uitgeverij Hollandia - Baarn, ISBN 9060454235
- De slag in de Ardennen 1944: Hitlers laatste offensief, druk 1983, 301 blz., uitgeverij Hollandia - Baarn, ISBN 906045166X
- Zonder waarschuwing viel de vijand aan: Pearl Harbour, de slag in de Javazee, Midway, druk 1987, 455 blz., uitgeverij Hollandia - Baarn, ISBN 906045541X